# Великий похід (сімейство ракет-носіїв)

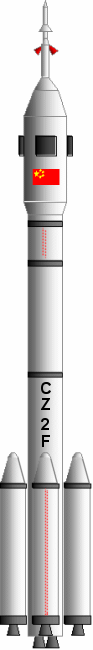
Ракета CZ-2F

«Вели́кий похі́д» (кит. трад. 長征系列運載火箭, спр. 长征系列运载火箭, піньїнь: Chángzhēng xìliè yùnzài huǒjiàn, акад. Чанчжен сілє юньцзай хоцзянь, буквально «Серія ракет-носіїв Великий похід») — сімейство двох- і трьохступеневих ракет-носіїв Китайської Народної Республіки. Свою назву, серія ракет-носіїв отримала на честь легендарного походу армії китайських комуністів. Проектування ракет відбувалося під егідою Китайської академії технології ракет-носіїв CALT.
За кордоном, ракети даної серії, як правило позначаються абревіатурою LM- (скорочення від Long March) і наступною за нею цифрою позначаючою число ступенів і літерою, яка позначає конкретну модифікацію РН. В Китайських ЗМІ прийнято позначення CZ- (так ChángZhēng).

## Технічна характеристика ракет-носіїв «Великий похід»
Ракети-носії «Великий похід» складаються із декількох серій:
- Великий похід-1
- Великий похід-2
- Великий похід-3
- Великий похід-4
- Великий похід-5
- Великий похід-6
- Великий похід-7
- Великий похід-9

| Модель   | Статус | Кількість ступенів              | Довжина, м        | Макс. діаметр, м | Стартова маса, т | Тяга біля землі, кН | Маса КН на ННО, кг | Маса ПН на ГСО, кг |
| -------- | --- | ------------------------------- | ----------------- | ---------------- | ---------------- | ------------------- | ------------------ | ------------------ |
| CZ-1     | Не виготовляються | 3                               | 29,86             | 2,25             | 81,6             | 1020                | 300                | -                  |
| CZ-1D    | Не виготовляються | 3                               | 28,22             | 2,25             | 81,1             | 1101                | 930                | -                  |
| CZ-2A    | Не виготовляються | 2                               | 31,17             | 3,35             | 190              | 2786                | 1800               | -                  |
| CZ-2C    | Експлуатуються | 2                               | 35,15             | 3,35             | 192              | 2786                | 2400               | -                  |
| CZ-2D    | Експлуатуються | 2                               | 33,667 (без щита) | 3,35             | 232              | 2962                | 3100               | -                  |
| CZ-2E    | Не виготовляються | 2 (плюс 4 навісні прискорювачі) | 49,686            | 7,85             | 462              | 5923                | 9500               | 3500               |
| CZ-2E(A) | В розробці Обтікач збільшений до 5,20 м в діаметрі та до 12,39 м у довжині для розташування великогабаритного корисного навантаження (КН) | 2 (плюс 4 навісні прискорювачі) | 53,60             | -                | 695              | 8910                | 14100              | -                  |
| CZ-2F    | Експлуатуються | 2 (плюс 4 навісні прискорювачі) | 58,34             | 7,85             | 480              | 5923                | 8400               | 3370               |
| CZ-2F/G  | Перший запуск у 2010 році | 2 (плюс 4 навісні прискорювачі) | -                 | 7,85             | -                | -                   | 11200              | -                  |
| CZ-3     | Не виготовляються | 3                               | 43,8              | 3,35             | 202              | 2962                | 5000               | 1500               |
| CZ-3A    | Експлуатуються | 3                               | 52,3              | 3,35             | 241              | 2962                | 8500               | 2600               |
| CZ-3B    | Експлуатуються | 3 (плюс 4 навісні прискорювачі) | 54,84             | 7,85             | 425,5            | 5924                | 12000              | 5100-5500          |
| CZ-3B(A) | У розробці | 3 (плюс 4 навісні прискорювачі) | 62,00             | 7,85             | 580              | 8910                | 13000              | 6000               |
| CZ-3C    | Експлуатуються | 3 (плюс 2 навісні прискорювачі) | 54,84             | 7,85             | 345              | 4443                | -                  | 3800               |
| CZ-4A    | Не виготовляються | 3                               | 41,9              | 3,35             | 249              | 2962                | 4000               | (ССО) 1500         |
| CZ-4B    | Експлуатуються | 3                               | 44,1              | 3,35             | 254              | 2971                | 4200               | (ССО) 2200         |
| CZ-4C    | Експлуатуються | 3                               |                   | 3,35             |                  | 2971?               |                    |                    |
| CZ-5     | Експлуатуються | 3                               | -                 | -                | -                | -                   | -                  | (ССО) 500          |
| CZ-6     | У розробці | 3                               |                   |                  |                  |                     |                    | (ССО) 500          |